# Storringat jordfly
Storringat jordfly, Euxoa recussa är en fjärilsart som beskrevs av Jacob Hübner 1817. Storringat jordfly ingår i släktet Euxoa och familjen nattflyn, Noctuidae. Enligt rödlistan i respektive land är arten starkt hotad, EN i Finland. och  nära hotad, NT i Sverige.  Arten förekommer eller är åtminstone noterad  i de flesta områden i Sverige och Finland utom längst i norr. Artens livsmiljö är torra, näringsfattiga miljöer med lågväxt eller gles vegetation med soluppvärmning av markskiktet till exempel torra gräsmarker eller glest skogbevuxna områden där solen når ner till markskiktet. Gynnsammast för arten verkar vara områden med basisk berggrund. En underart finns listad i Catalogue of Life., Euxoa recussa ligula Bang-Haas, 1910. Enligt NHM i London finns ytterligare en underart, Euxoa recussa tetrastigma Zetterstedt, 1840.b  Det är den underarten som finns i Norden och österut. I Europa förekommer nominatformen  i bergstrakter från Pyrenéerna till östra Karpaterna men saknas på Balkanhalvön. Världsutbredningen sträcker sig från Europa och Turkiet genom Sibirien via berg i Centralasien till Amur.